# Krems II
Krems II er en by og en kommune i det nordlige Tyskland, beliggende i Amt Trave-Land under Kreis Segeberg. Kreis Segeberg ligger i den sydøstlige del af delstaten Slesvig-Holsten.

## Geografi
Krems II ligger 7 km nordøst for Bad Segeberg ved Wardersee. I kommunen ligger ud over Krems II, landsbyerne og bebyggelserne Albrechtshof, Göls, Müssen, Ober- und Untersöhren, Schlagberg, Schönböken, Warderbrück und Wegekaten. Mod syd går Bundesstraße B 432 fra Bad Segeberg mod Scharbeutz, mod vest motorvejen A 21 fra motorvejskryds Bargteheide mod Kiel.